# アップルポート余市

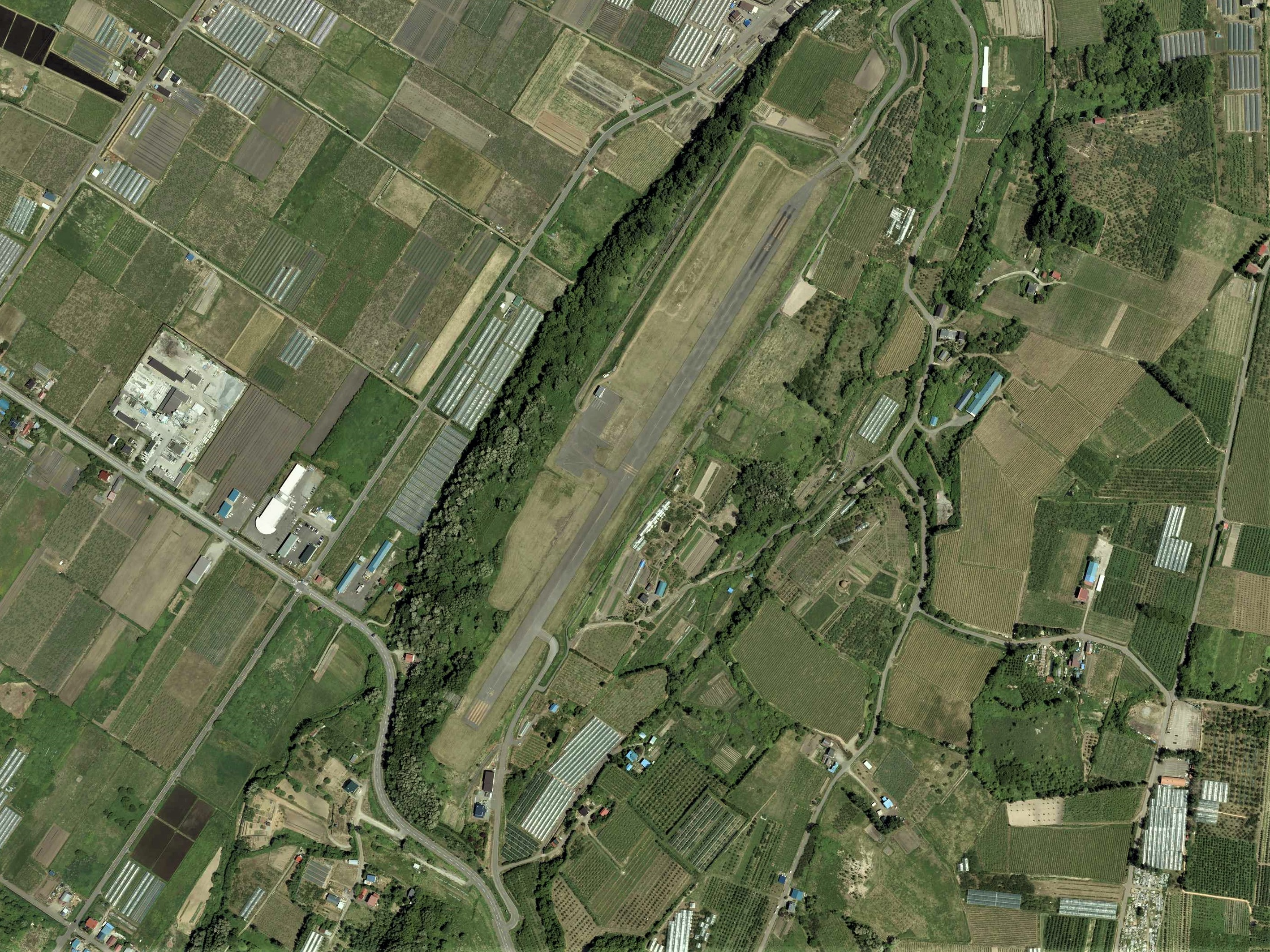
アップルポート余市付近の空中写真（2015年6月18日撮影）

アップルポート余市（アップルポートよいち）は、北海道余市郡余市町にある農道離着陸場。北海道や余市町が国の補助を得て建設し、1997年（平成9年）9月に開場した。
正式名称は「北後志地区農道離着陸場」。または「余市農道離着陸場」「よいち空港」とも呼ばれる。

## 概要
シリパ岬と市街地のほとんどを一望することができる、余市町東南部の小高い丘に位置している。スペースシャトルを壁面に描いた2階建ての管理棟1棟を有する。
現在は、農作物の航送に供用されておらず、最大離着陸重量が5.67トンを超えない飛行機、主にセスナ機が使用できる離着陸場である。
滑走路を利用した、スカイスポーツの利用、体験飛行やデモフライト、ラジコン操作、航空機の地上展示、スカイスポーツ教室の他、各種イベント会場としても利用される。毎年9月末に開催される秋のイベントである「味覚の祭典」では青果物・鮮魚・水産加工品等の即売等も行われる。またドクターヘリコプターや防災ヘリコプターの離着陸場としても活用される。
夏季は、栃木県栃木市に拠点を持つ、アドバンス・エア・スポーツ社（北海道スカイダイビング）の主催による体験スカイダイビングが行われている。

## 施設
- 開場：1997年（平成9年）9月
- 所在地：北海道余市郡余市町登町742-9
- 管理者：余市町[1]
- 運用期間：08:30 - 17:00（日没まで）（ただし、10月31日から4月30日までは冬季閉場）[1]

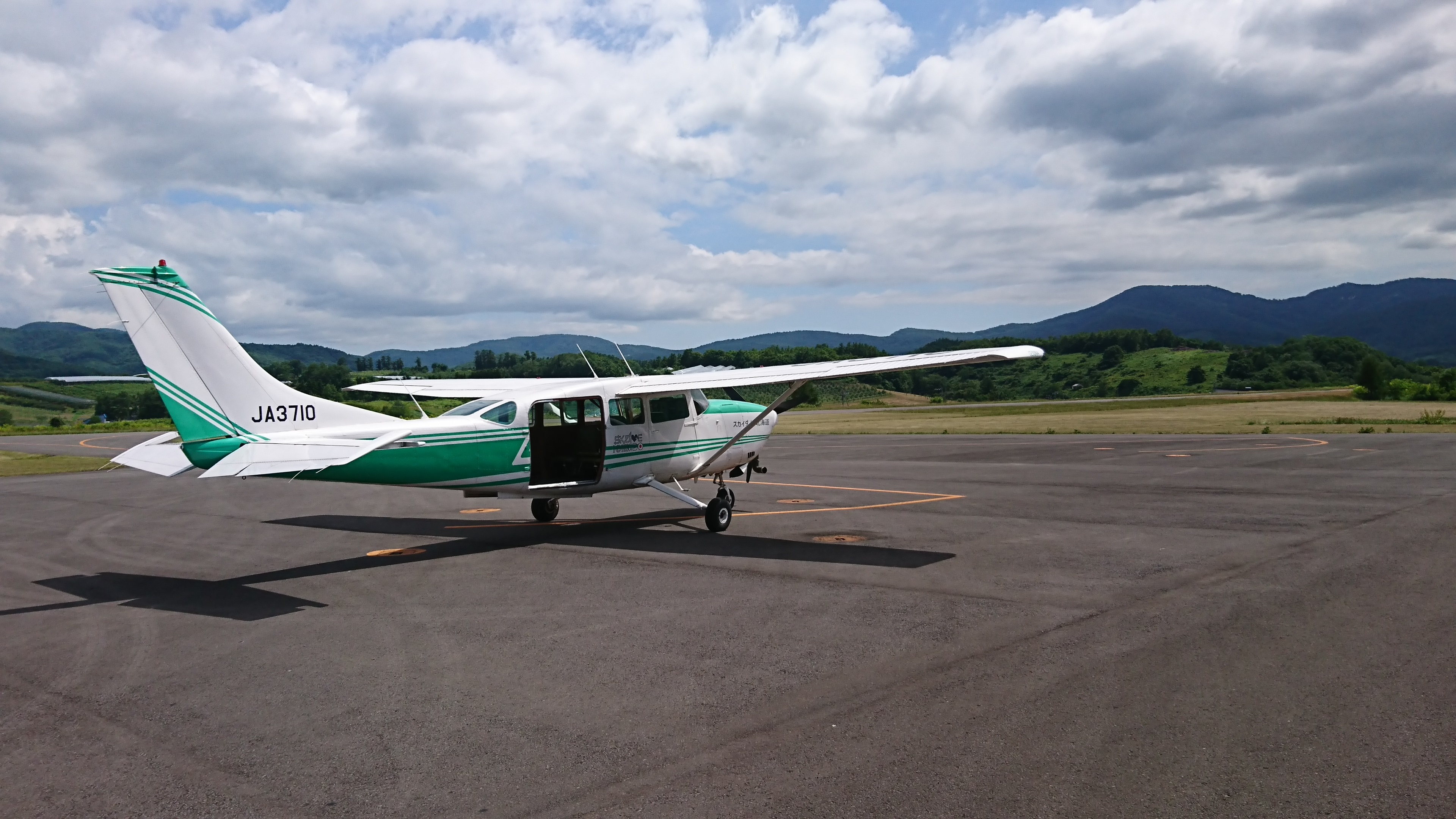
アドバンス・エア・スポーツ所有機セスナT207Aステーショネア7
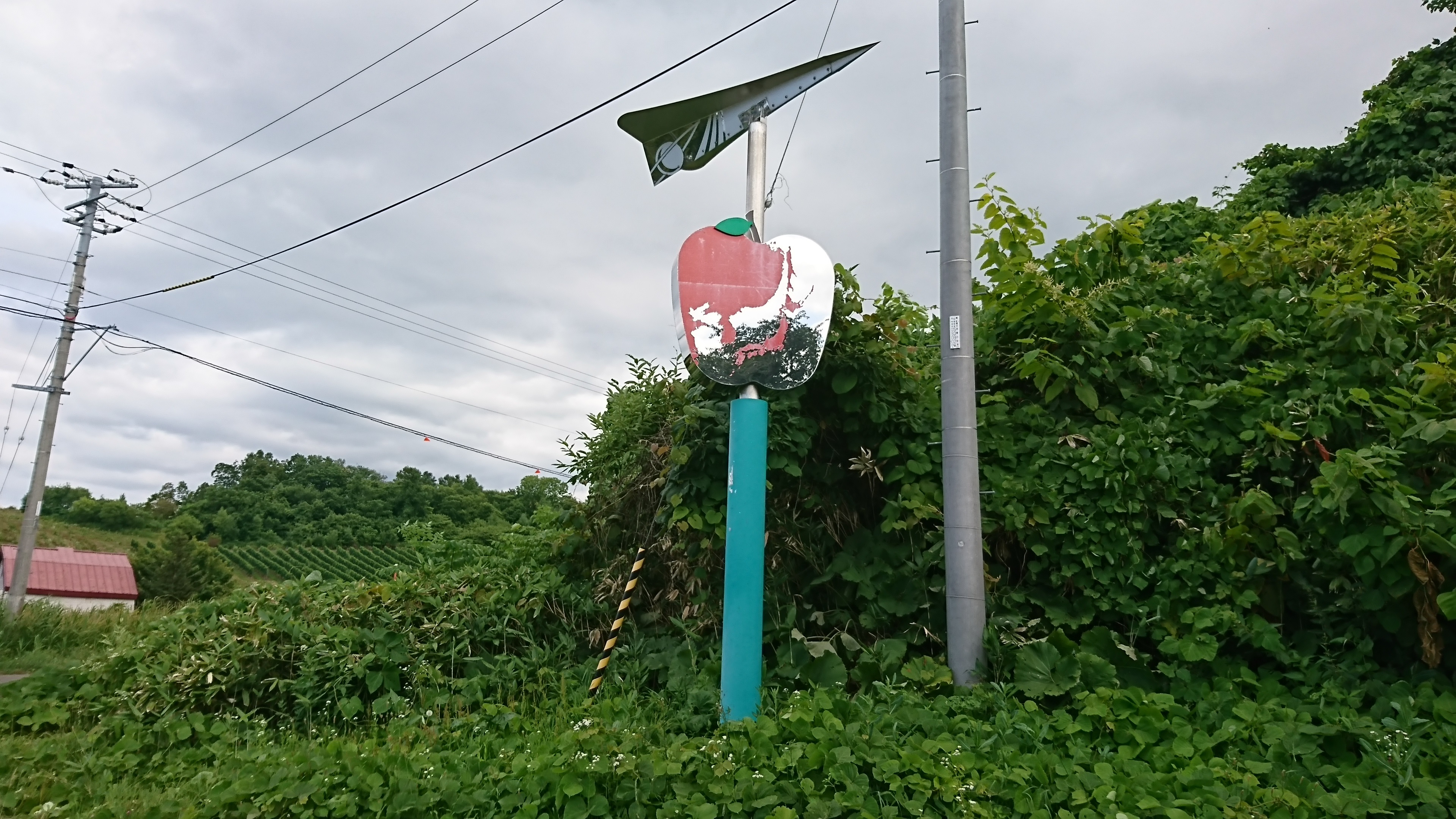
りんごをかたっどった案内標識